# Mokra Wieś (Petite-Pologne)
Pour les articles homonymes, voir Mokra Wieś.
Mokra Wieś est une localité polonaise de la gmina de Podegrodzie, située dans le powiat de Nowy Sącz en voïvodie de Petite-Pologne.